# Alexander Wilhelm von der Goltz
Alexander Wilhelm Freiherr von der Goltz (* 21. Oktober 1774 auf Markienen (Kreis Bartenstein); † 20. Januar 1820 in Koblenz) war ein preußischer Generalmajor und zuletzt Kommandeur der 16. Kavallerie-Brigade.

## Leben

### Herkunft
Alexander Wilhelm war der Sohn des königlich-preußischen Regierungsrates Karl Ferdinand von der Goltz (* 12. September 1748; † 18. Oktober 1825) und dessen Ehefrau Katharina Adelgunde, geborene von Braxein (* 9. Juli 1736; † 10. April 1813), eine Tochter des Friedrich Wilhelm von Braxein und der Euphrosine Beate von der Groeben, sowie Schwester des preußischen Etats- und Kriegsministers Fabian Abraham von Braxein. Seine Eltern besaßen in Ostpreußen die Güter Markienen, Leißienen und Redden.

### Militärkarriere
Goltz kam im Jahr 1789 als Junker in das Dragonerregiment „von Rohr“ der Preußischen Armee. Dort wurde er am 3. April 1793 Fähnrich und avancierte bis 15. Februar 1806 zum Stabskapitän. Als solcher kämpfte er im Vierten Koalitionskrieg in der Schlacht bei Preußisch Eylau sowie in den Gefechten bei Heilsberg, Liebstadt und Königsberg. Am 18. Juli 1807 erhielt er für Heilsberg den Orden Pour le Mérite und den Russischen Orden des Heiligen Wladimir IV. Klasse.
Nach dem Frieden von Tilsit wurde Goltz am 19. Juli 1807 zum Rittmeister befördert und am 16. November 1807 in das Ostpreußische Kürassier-Regiment versetzt. Seit 20. Januar 1809 war er Mitglied der Königsberger Hauptkammer des Tugendbundes und übernahm das Thema Volksbildung. Am 14. Januar 1811 wurde er zum Mitglied der Kommission unter Scharnhorst für ein neues Kavalleriereglement ernannt. Am 24. März 1811 wurde er als Major in das 1. Schlesische Husaren-Regiment versetzt. Am 9. März 1812 erhielt er seine Demission und ging als Kommandeur eines Husaren-Regiments in russische Dienste.
Nach dem Einmarsch der französischen Grande Armée in Russland reiste Goltz auf Veranlassung des Zaren Alexander I. Ende Juni 1812 nach Riga, um mit dem preußischen Hilfskorps Kontakt aufzunehmen und Truppenteile zum Überlaufen zu bewegen. Seinen Bemühungen ist es hauptsächlich zu verdanken, dass am 30. Dezember 1812 die Konvention von Tauroggen abgeschlossen werden konnte.
Goltz wurde 1812 kaiserlich-russischer Oberstleutnant und während Napoleons Russlandfeldzug kämpfte er 1812 in den Gefechten bei Wilkawisk, Eckau, Dahlenkirch und Wollgrund. Am 17. Dezember 1813 wurde er zum Oberst ernannt und kam als Kommandeur des 1. Husaren-Regiments in die Russisch-Deutsche Legion. Während des folgenden Vierten Koalitionskrieges kämpfte Goltz im Gefecht an der Göhrde, wo er durch einen Bajonettstich verwundet wurde und den Russischen Orden des Heiligen Georg IV. Klasse erhielt. Goltz erholte sich und kämpfte bei Möllen, Kogel, Seestedt, Hannebeck, dann bei der Blockade von Rendsburg, bei Harburg und Conde. Nach dem Frieden von 1814 wechselte er zurück in preußische Dienste. Dort wurde er am 29. März 1815 zum Kommandeur des 7. Dragoner-Regiments ernannt, bereits am 3. September 1815 wurde er Brigadekommandeur des Armeekorps in Frankreich. Am 11. Juni 1816 nahm Goltz dann vier Monate unbezahlten Urlaub. Er erhielt von französischer Seite das Kommandeurskreuz der Ehrenlegion und am 9. Oktober 1817 die Erlaubnis zum Tragen des Ordens. Am 1. Dezember 1817 wurde er als Kommandeur der 16. Kavallerie-Brigade nach Koblenz versetzt und dort am 19. September 1818 zum Generalmajor befördert. Er starb am 20. Januar 1820 an den Folgen eines Duells mit seinem Divisionskommandeur, dem Generalmajor von Ryssel.
In seiner Beurteilung aus dem Jahr 1803 heißt es: „Ist drei Jahre in der Ecole militaire gewesen, hat laut Zeugnis das Kapitän Seydel, seine Zeit gut angewandt, dient mit Lust und ist ein guter Reiter“.

### Familie
Goltz heiratete am 22. Oktober 1798 in Königsberg Johanna Karoline Hay (* 23. Juni 1779; † 12. Februar 1813), die Tochter des Kaufmanns Emanuel Thomas Hay aus Pillau (Ostpreußen) und der Marie Dorothea von Wagenfeld, eine Schwester des preußischen Generalmajors Ernst Philipp von Wagenfeld. Das Paar hatte mehrere Kinder:
- Alexandra Karoline Adelgunde Marie (* 9. Mai 1799)
- Alexander Friedrich Philipp Wilhelm (* 7. Mai 1800; † 28. April 1870), Oberstleutnant a. D. ⚭  Anna (Johanne) Marie Ottilie Göbel (* 30. Juni 1804; † 22. Mai 1864), Eltern von Hermann von der Goltz
- Valeska Emma (* 29. Juli 1803; † 9. Dezember 1827 Heiligengrabe)
- Hermann Guido (* 2. Juli 1805; † 11. Januar 1879), Major a. D.
- Alexandrine Luise Auguste (* 12. Juli 1811; † 13. März 1828 Heiligengrabe)

Nach dem Tod seiner ersten Frau heiratete er am 6. Oktober 1817 in der Marienkirche in Berlin Blanka Katharina Franziska Eleonore von der Goltz (* 3. Mai 1799; † 7. Mai 1883), eine Tochter seines Bruders, des Kommandeurs des 12. Infanterie-Regiments Ferdinand Friedrich von der Goltz (* 3. September 1773; † 13. Juli 1813), und Schwester des Generalleutnants Ferdinand von der Goltz. Das Paar hatte einen Sohn:
- Ferdinand Alexander (* 31. Januar 1819; † 12. November 1858), Premierleutnant a. D. und Schachmeister[5]